# Philip Frowde
Philip Frowde (... – 1738) è stato un poeta e drammaturgo inglese.
Era il figlio di un gentiluomo nominato generale durante il regno della Regina Anna.
Non è certo dove sia iniziata la sua educazione ma ebbe studi universitari a Oxford dove venne seguito da Joseph Addison che lo prese sotto la sua protezione. Le poesie che scrisse, alcune in latino, erano abbastanza eleganti da indurre Addison a citarlo nel suo Musae Anglicanae. Questo libro, all'epoca, fu piuttosto importante in campo letterario internazionale.
Nel 1727 scrisse la tragedia in versi sciolti (blank verse) The Fall of Saguntum (La caduta di Sagunto) che dedicò a Sir Robert Walpole e venne rappresentata al Theatre - Royal in Lincol's Inn Fields con James Quin tra gli attori protagonisti.
Altra sua opera fu Philotas, dedicata al Conte di Chesterfield.
Morì nel 1738